# 新町遊廓
新町遊廓（しんまちゆうかく）は、大坂で唯一江戸幕府公認だった遊廓（花街）。現在の大阪府大阪市西区新町1丁目・同2丁目に存在した。

## 概要

新町遊廓 紋章

大坂夏の陣の翌年、1616年（元和2年）に伏見町の浪人とされる木村又次郎が江戸幕府に遊廓の設置を願い出た。候補地となった西成郡下難波村の集落を道頓堀川以南へ移転させ、1627年（寛永4年）に新しく町割をして市中に散在していた遊女屋を集約し、遊廓が設置された。
メインストリートとなる瓢箪町（ひょうたんまち）には島之内・道頓堀から、1筋北の新京橋町（しんきょうばしちょう）と新堀町（しんぼりちょう）には阿波座から、1筋南の佐渡島町（さどじまちょう）には上博労町（現・新町4丁目の木津川沿い）から、2筋南の吉原町（よしわらちょう）には葭原（天満北部）から遊女屋が移転してきた。なお、遊廓の長となった木村又次郎が木村重成の乳母の子で、瓢箪の馬印を所持していたことが瓢箪町の町名の由来となっている。
新しく拓かれた地域の総称であった新町が遊廓の名称となり、城下の西に位置することからニシや西廓とも呼ばれた。17世紀後半には上記の五曲輪（くるわ）構成が定着し、新町五曲輪年寄が遊廓を支配下においた。なお、名称は新町五曲輪年寄だが支配下の町の数は7町で、揚屋町となる九軒町（くけんちょう）と、佐渡屋忠兵衛という高麗橋から移住してきた町人の屋敷1軒のみを町域とする佐渡屋町（さどやまち）の2町が新堀町の西に位置していた。随所に見返り柳や桜が植えられていた。
廓内となる上記の7町は溝渠で囲まれていたが、その幅は狭く、東側のみ板塀が設けられただけであった。出入口となる門は、当初は瓢箪町の西端に設置された西大門のみであったが、1657年（明暦3年）に瓢箪町の東端にも東大門が設置された。1668年（寛文8年）には普段は閉じたままの5つの非常門が設置されたが、後に普段から開け放たれるようになる。1672年（寛文12年）には船場からの便宜をはかって西横堀川に新町橋が架橋された。新町橋の架橋と同年には、京の島原から夕霧太夫を抱える置屋の扇屋が瓢箪町へ移転して来た。夕霧太夫は1678年（延宝6年）に短い生涯を終え、下寺町の浄国寺に葬られたが、後世まで名妓として語り継がれている。
5つの非常門は1724年（享保9年）に発生した享保の大火（妙知焼け）を機に、同年から吉原町門が、1754年（宝暦4年）から新京橋町門と佐渡島町東門が、1786年（天明6年）から佐渡屋町門と佐渡島町西門がそれぞれ普段から開け放たれるようになった。メインストリートの瓢箪町を経由せずに直接各町へ出入りできる門が開け放たれたことは、廓内の店舗（女郎屋・揚屋・茶屋）や妓品（太夫・天神・鹿子位・端女郎）の分布に大きな変容をもたらした。
溝渠の外側は東に西横堀川、北に立売堀川、南に長堀川が近接する地勢であるため、隔離度が高いように見えるが、各堀川の内側にも市街が広がり、架橋も十分になされており、東隣は大坂城下の中心となる船場である。三大遊廓において、門が7つもあり、東側のみ板塀を設け、市街の中に位置する新町は、門が2つしかなく、周囲を土塀で囲まれ、市街の端に位置する京の島原や、門が1つしかなく、周囲を塀と田畑に囲まれて市街から隔離された江戸の吉原と大きく異なっており、隔離度は最も低いものになっていた。佐渡島町西門外のあたりは「砂場」と称され、ここには和泉屋・津国屋といった砂場系列の蕎麦屋があった。
新町遊廓には元禄年間には800名を超える遊女（太夫など）がいたことが確認されており、明治初頭まで繁栄した。

### 明治以降

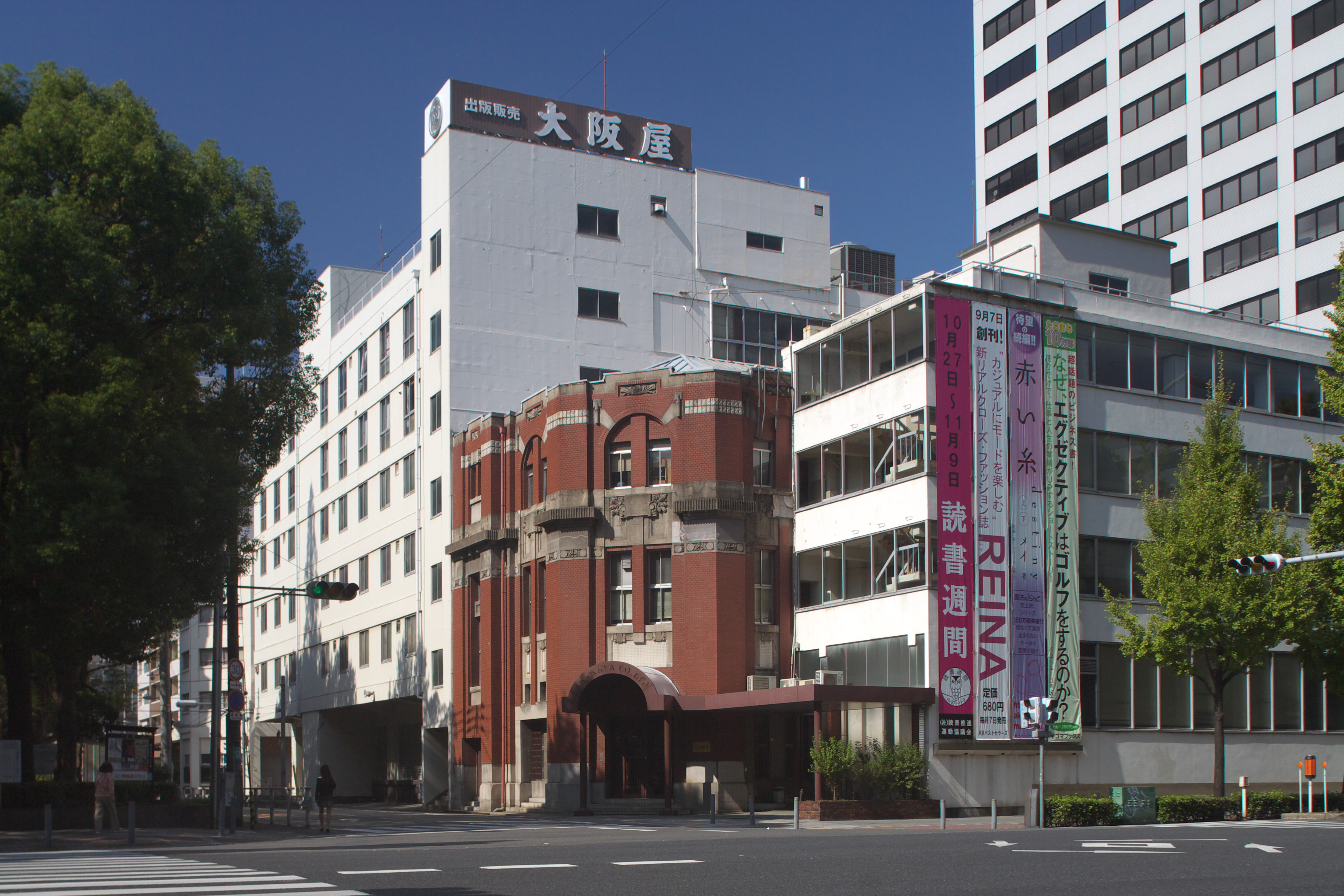
新町演舞場（旧・大阪屋本社社屋）
2014年に解体された

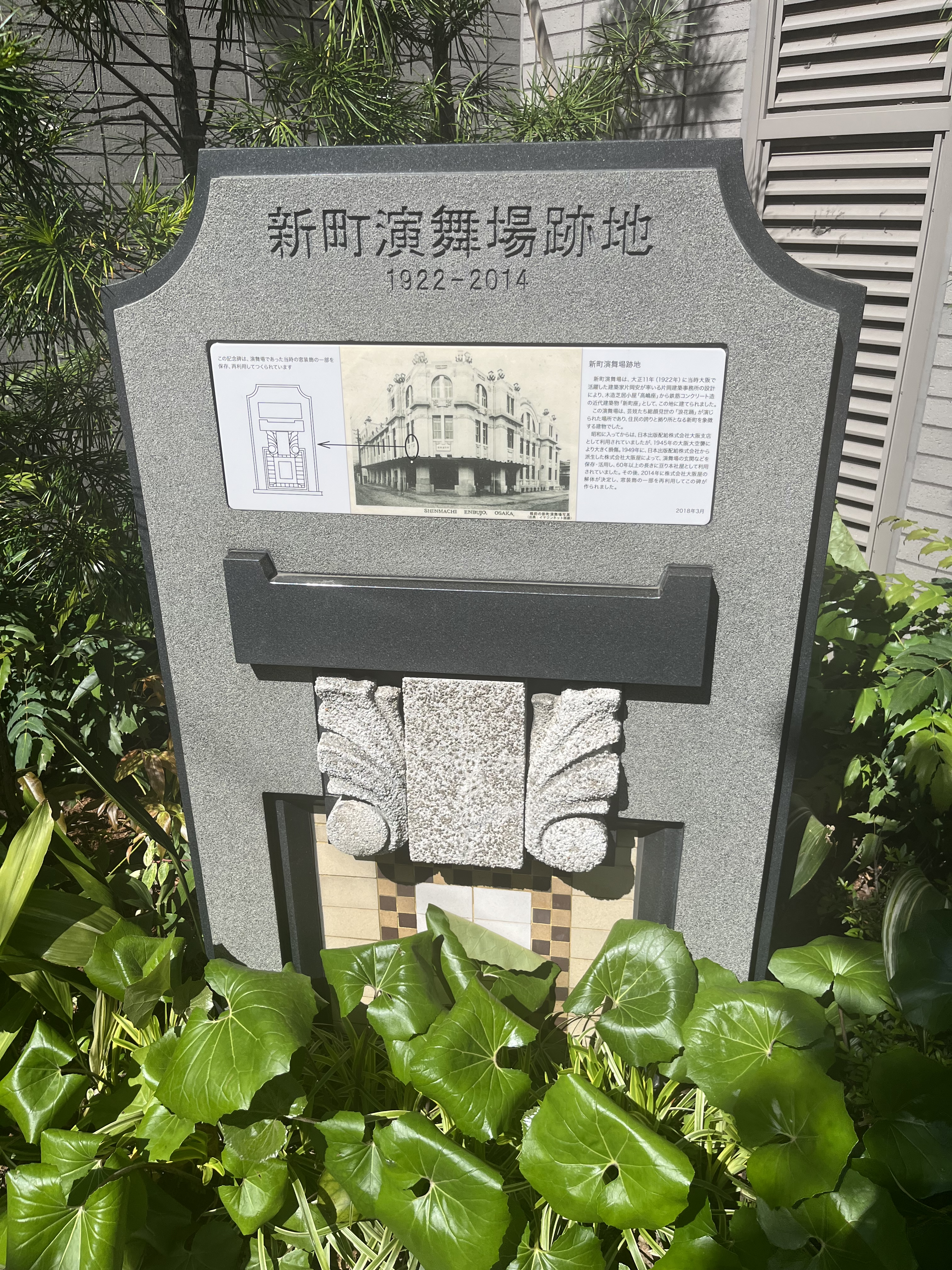
新町演舞場跡碑。建物の一部を使用している。

1869年（明治2年）の松島遊廓の開設、1872年（明治5年）の芸娼妓解放令の布告、そして、1890年（明治23年）9月5日の大火（新町焼け）の影響から、明治以降の新町遊廓は廓の中心部にも小売店などが目立ち始めるようになり、次第に商業地域となっていった。なお、現在では北隣の立売堀の影響もあって金属・機械工具の問屋も多い。
それでも、1922年（大正11年）には旧・佐渡島町にあった揚屋の高島屋跡地に新町演舞場が建てられ、旧・九軒町の吉田屋に至っては現存していたが、1945年（昭和20年）の大阪大空襲によって焼け野原となり、吉田屋も焼失した。
戦災復興の際になにわ筋の敷設および区画の変更が行われたため、廓跡の特徴的な街路や面影は残っていない。しかし、大阪の非営利団体「なにわ堀江1500」が当時の資料を参考に新町遊廓の模型を制作、大阪市立図書館で展示した。
新町演舞場の建物はのちに旧・大阪屋が本社社屋として使用していたが、2014年（平成26年）に解体された。

## 文学、舞台における新町遊廓
新町遊廓は、井原西鶴や近松門左衛門をはじめ数多くの文芸作品の舞台となるなど、江戸期大坂文化を語る上で欠かせない場所のひとつでもあった。古典落語「冬の遊び」の舞台となっている。